# Zielone (Łódź)
Pour les articles homonymes, voir Zielone.
Zielone est une localité polonaise de la gmina et du powiat de Rawa Mazowiecka en voïvodie de Łódź.